# Чък Лори
Чък Лори (на английски: Chuck Lorre; роден Чарлз Майкъл Левин, на английски: Charles Michael Levine, 18 октомври 1952 г.) е американски телевизионен писател, продуцент и композитор. Създава и продуцира редица успешни сериали като Грейс под огън, Сибил, Дарма и Грег, Двама мъже и половина, Теория за Големия взрив, Майк и Моли, Мама и Младият Шелдън. Бил е и изпълнителен продуцент на „Roseanne“.

## Ранен живот
Чък Лори е роден в Бетбейдж, Ню Йорк, в еврейско семейство. Баща му Робърт (починал през 1976 г.) финансови проблеми на семейството.
След като завършва гимназия, Лори посещава Държавния университет в Ню Йорк в Потсдам, след две години отпада, за да продължи кариерата си като автор на песни.
Променя фамилното си име от Левин на Лори на 26-годишна възраст, обяснявайки през 2004 г.: "Причината, поради която промених името ми, беше проста. Майка ми, никога не е била любител на семейството на баща ми, имаше злонамерен навик да използва Левин като жалка обида. Когато се разсърди с мен, тя често казваше: „Знаеш ли какво си?“ Ти си Левин! Така че, всеки път, когато чуех името си, усещах остри чувства на ниско самочувствие. Първата ми съпруга беше тази, която ми предложи да променя името си, за да поправя ситуацията. Всъщност, тя беше тази, която дойде с името Лори. Мислех, че звучи чудесно. Чък Лори. Най-накрая едно име, което не ме накара да се засмея. Но най-интересно беше, че бях напълно забравил, че когато бях на около осем години, бизнесът на баща ми започна да се проваля, принуждавайки майка ми да намери работа в магазин за дрехи, наречен ... „Лори“. Доста страховито, а?"

## Кариера
След като напуска училище обикаля Съединените щати като китарист и композитор. Той пише радио хита „Уилям Кисин“ в САЩ „за Дебърха Хари“ за нейния албум „Rockbird“ от 1986 г. Лори също е съавтор на саундтрака към телевизионната серия „Teenage Mutant Ninja Turtles“ (1987) с Денис Каш Браун. Въпреки че бил уволнен от несъвместими творчески различия, Лори впечатлил продуцентите на Розанан и това го отвело до създаването на първото му шоу „Frannie's Turn“, но след 5 седмици било спряно.
След това Лори създава второто си шоу, Grace Under Fire, с участието на комика Брет Бътлър. През 1993 г. е премиерата по „ABC“ и е номиниран за 52-рата награда „Златен глобус“ за най-добър телевизионен сериал – Музикално или комедийно шоу. Третото шоу на Лори е „Cybill“, с участието на Сибил Шепърд. Шоуто, излъчено в продължение на четири сезона на CBS, получава критично признание и печели наградата „Primetime Emmy“ през 1995 г. за изключителна поддържаща актриса в комедийна серия за съпруга Кристин Барънски. Шоуто печели и две награди „Златен глобус“ през 1996 г. за най-добър телевизионен сериал – мюзикъл или комедия и най-добра актриса в телевизионен сериал – мюзикъл или комедия за Cybill Shepherd.
Дарма и Грег е четвъртото шоу, създадено от Чък Лори, в партньорство с Доти Дартлънд (Dottie Zicklin (почетено като Dottie Dartland), което е една година преди края на Cybill през 1997 г. (Лори напуска Сибил (Cybill) в сезон 2). Звездите на шоуто са Джена Елфман и Томас Гибсън, две личности, които са напълно противоположни: светският възглед на Дарма е по-духовен, тип „свободен дух“, въплътена от „хипи“. Световният поглед на Грег – структурата, изискванията за социален статус и „задължението за бели якички“, вменени от поколенията му на заможни родители / предци. Шоуто спечели осем номинации за „Златен глобус“, шест номинации за наградите „Еми“ и шест номинации за сателитни награди. С това шоу, Елфман печели награда „Златен глобус“ за най-добра актриса през 1999 г.
След това, Лори създава своето петто шоу „Двама мъже и половина“ с ко-продуцент Лей Армсон (Lee Aronsohn). Шоуто се фокусира върху двама братя Харпър – Чарли и Алън (Чарли Шийн и Джон Крийк). Чарли е богат, успешен холивудски композитор / продуцент и женкар, който притежава плажна къща в Малибу. Когато Алън получава развод, той е принуден да се премести в къщата на Чарли. Алън също има растящ син, Джейк (Ангъс Т. Джоунс), „половината“, който идва да посети Чарли и Алън през уикендите. Двама мъже и половина са преминали на CBS през 2003 г. и са се превърнали в най-високо оценената серия в Америка. Въпреки това, CBS пуска шоуто на прекъсване през 2011 г., след няколко случая на спиране на производството, което се дължи на сериозните проблеми, свързани със злоупотребата с наркотици и алкохол на Чарли Шийн, което доведе до обидните му словесни атаки, насочени към Лори по време на радио интервю. Шийн е официално уволнен от шоуто, а по-късно подава съдебно дело срещу Лори и Уорнър Брос Телевижън (Warner Bros Television) срещу 100 млн. долара, за неправомерно прекратяване. След това CBS и Уорнър Брос наемат Аштън Кътчър като заместник на Шийн, а шоуто продължава по-късно за още четири сезона до финала си през 2015 г.
Следващото шоу на Лори е „Теория за Големия взрив“ с ко-създателя Бил Пради. Шоуто разказва за двама физици с гениални коефициенти на интелигентност и много ниски социални умения, които се сприятеляват със съседа си – атрактивна, излизаща млада жена със среден коефициент на интелигентност и без колеж. Всеки епизод обикновено се фокусира върху ежедневието на мъжете и двама от техните социално неориентирани, но все пак блестящи приятели, с доза абсурд от връзката с техния необразован, но социално блестящ съсед. Двамата главни герои, Шелдън и Ленард, са кръстени на актьора и телевизионния продуцент Шелдън Ленард. Премиерата на шоуто на CBS е през 2007 г. и е най-високо оценената комедийна серия в САЩ.
Лори е изпълнителен продуцент на Mike & Molly, създаден от Марк Робъртс (септември 2010 г.). Премиерата на седмото му шоу, създадено с Джема Бейкър и Еди Городецки, „Мама“ („Mom“), е на 23 септември 2013 г. На 13 март 2014 г. CBS обявява второто подновяване на „Мама“ („Мом“).